# Bakening
Bakening (nebo Bakenin, rusky Бакенинг) je masivní, 2278 m vysoký, v současnosti neaktivní stratovulkán, nacházející se na poloostrově Kamčatka, asi 100 km severozápadně od města Petropavlovsk-Kamčatskij. Stáří převážně andezitového vulkánu se odhaduje na pleistocén, sopečná aktivita se však odehrával i v holocénu. Pozůstatky jsou dacitové lávové dómy u severovýchodního úpatí sopky, jejichž stáří se odhaduje na 9000 až 10 000 let a menší kaldera podkovovitého tvaru na jihozápadním svahu se stářím odhadnutým na 8000 až 8500 let. Nejmladší vulkanický produkt je menší struskový kužel na západním úpatí, který vznikl před 2500 lety.